# Tamara Radočaj

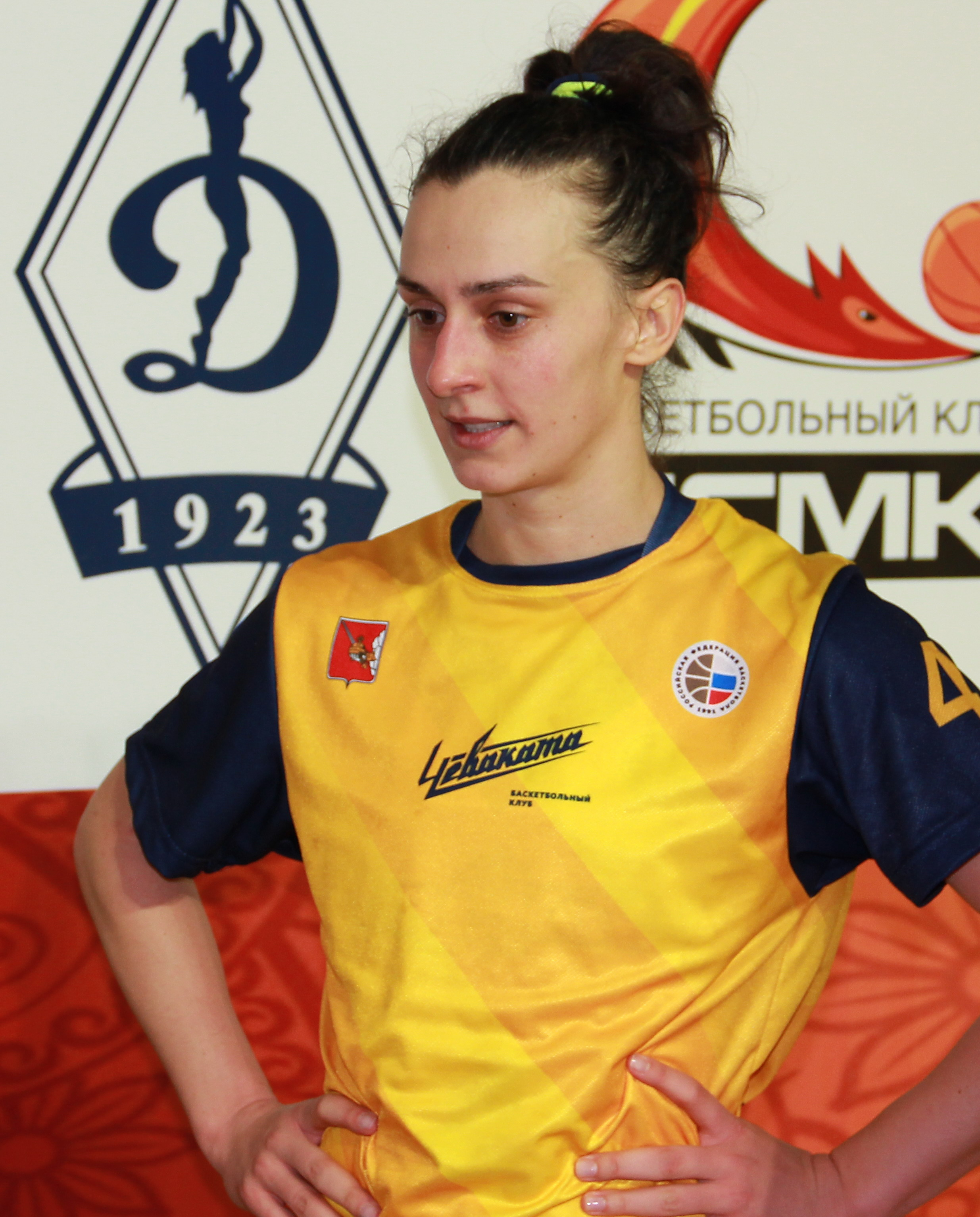
Tamara Radočaj

Tamara Radočaj, född 23 december 1987 i Vršac, är en serbisk basketspelare. Radočaj blev olympisk bronsmedaljör i basket vid sommarspelen 2016 i Rio de Janeiro.